# Richard Ney
Richard Ney (* 12. November 1916 in New York City, New York; † 18. Juli 2004 in Pasadena, Kalifornien) war ein US-amerikanischer Schauspieler sowie Autor von Finanzbüchern.

## Leben

### Jugend und Filmkarriere
Ney hatte einen Abschluss in Ökonomie von der Columbia University, gelangte aber über Umwege als Schauspieler ins Filmgeschäft. Sein Debütfilm wurde das Kriegsdrama Mrs. Miniver aus dem Jahr 1942, in dem er den Filmsohn von Greer Garson spielte. Der Film erhielt den Oscar als Bester Film erhielt und sollte zugleich sein größter Erfolg als Schauspieler bleiben sollte. Bald nach Drehschluss wurde er, wie seine Filmfigur Vin Miniver, in den Zweiten Weltkrieg eingezogen und diente mehrere Jahre in der United States Navy.
Nach seiner Rückkehr ins Hollywood-Geschäft 1947 erhielt Ney ein paar größere Rollen wie im Thriller Ivy neben Joan Fontaine, konnte aber insgesamt nicht an den ersten Erfolg von Mrs. Miniver anknüpfen. 1949 wurde er das einzige Mal in einem Hollywood-Film im Vorspann als Erster angekündigt, bei einer weniger aufwendigen Verfilmung von Robert Louis Stevensons Roman St. Ives. Schließlich versuchte sich Ney in Europa als Schauspieler, unter anderem in Italien als Filmpartner der jungen Gina Lollobrigida in Miss Italia (1950) sowie an der Seite von Curd Jürgens in der österreichisch-französischen Produktion Ein Lächeln im Sturm (1951). 
Später kehrte er in die USA zurück, wo er bis in die 1960er-Jahre an vorwiegend an Fernsehproduktionen und Theaterstücken mitwirkte. Seine letzten beiden Filme waren der Thriller Mitternachtsspitzen (1960) mit Doris Day und der Horrorfilm Lebendig begraben (1962) mit Ray Milland, in denen er jeweils Nebenrollen hatte.

### Als Investment-Berater und kritischer Autor
1967 zog Ney sich endgültig von der Schauspielarbeit zurück, um sich ganz seiner Zweitkarriere als Investment-Berater und Buchautor zu widmen. Zunächst trat er in Beverly Hills einer Börsenmakler-Vereinigung bei und startete die Herausgabe eines Newsletters, den The Ney Report, der auch J. Paul Getty unter seinen Abonnenten hatte. Ney schrieb in Folge drei sehr kritische Bücher über die Wall Street, die beschreiben, wie der Markt durch Market Maker zum Nachteil der durchschnittlichen Anleger manipuliert wird. Die erste davon, The Wall Street Jungle, war in der New York Times-Bestsellerliste 1970. Es folgten die Bücher The Wall Street Gang (1974) und Making It in the Market (1975), die ebenfalls viele Leser fanden. Ney äußerte damals: „Hinter einer Fassade pompösen Gehabes und edlen Neigungen gibt es auf dem Parkett der New York Stock Exchange mehr perfiden Diebstahl pro Quadratmeter als auf jedem anderen Ort in der Welt.“

### Privat
Ney war der Sohn von Maximillian Ney und Rebie M. Flood. Er hatte sich am Set von Mrs. Miniver in seine Filmmutter Greer Garson verliebt. Ein Jahr später heiratete er die elf Jahre ältere Schauspielerin, wobei der Altersunterschied in der Presse ein kleiner Aufreger war. Die Ehe endete 1947 in einer Scheidung. Dabei wurde medial verbreitet, er habe Garson wegen ihres Alters verlassen, was seinem Image schadete und wohl auch für die spätere Erfolglosigkeit seiner Schauspielkarriere mitverantwortlich war. Ney selbst erklärte, das Zusammenleben mit der Schwiegermutter sei der Grund gewesen.
Ney ging noch zwei weitere Male den Bund der Ehe ein, zuletzt 1987 mit seiner Frau und Geschäftspartnerin Mei-Lee Ney. Ebenfalls adoptierte er 1949 die Stieftochter Marcia McMartin, Tochter seiner zweiten Ehefrau Pauline Settle aus ihrer vorherigen Ehe mit dem Millionär Duncan Roy McMartin Settle.
Ney starb 2004 im Alter von 87 Jahren im kalifornischen Pasadena an Herzversagen, während er gerade im Garten arbeitete.

## Filmografie (Auswahl)
- 1942: Mrs. Miniver
- 1942: The War Against Mrs. Hadley
- 1947: The Late George Apley
- 1947: Ivy
- 1948: Johanna von Orleans (Joan of Arc)
- 1949: Lady Windermeres Fächer (The Fan)
- 1949: The Lovable Cheat
- 1949: The Secret of St. Ives
- 1950: Miss Italia
- 1950: Un sourire dans la tempête
- 1951: Ein Lächeln im Sturm
- 1952: Babes in Bagdad
- 1958/1961: Peter Gunn (Fernsehserie, 2 Folgen)
- 1960: Mitternachtsspitzen (Midnight Lace)
- 1961: Die Loretta Young Show (Letter to Loretta; Fernsehserie, 1 Folge)
- 1962: Lebendig begraben (Premature Burial)
- 1967: Ghostbreakers (Fernsehfilm)